# Leucopsina burnsi
Leucopsina burnsi är en tvåvingeart som först beskrevs av Paramonov 1957.  Leucopsina burnsi ingår i släktet Leucopsina och familjen kulflugor. Inga underarter finns listade i Catalogue of Life.